# Franz Messner
Pour les articles homonymes, voir Messner.
Franz Messner (né le 19 juillet 1926 à Vienne, mort le 11 juin 1968 dans la même ville) est un acteur autrichien.

## Biographie
Franz Messner suit d'abord un apprentissage de serrurier avant d'être enrôlé dans l'armée à 17 ans. Après avoir déserté peu avant la fin de la Seconde Guerre mondiale et être venu à Vienne, il rejoint une troupe de théâtre amateur et obtient un emploi de garçon de courses dans une troupe de cabaret. Son directeur rejette le souhait de Messner de participer et lui conseillé de passer d'abord l'examen d'entrée au séminaire Max-Reinhardt. De 1946 à 1949, Messner étudie dans cette école de théâtre. Après son diplôme, il reçoit un engagement au Theater in der Josefstadt, où il est membre de l'ensemble jusqu'à sa mort en 1968. Il est metteur en scène pour ce théâtre à quatre reprises.
Il joue au cinéma dans ses premières années puis dans les années 1960 pour la télévision.
Le 7 juin 1968, il joue pour la dernière fois au Josefstadt dans le rôle de Ferdinando dans La Villégiature de Carlo Goldoni. Quatre jours plus tard, Franz Messner décède à l'âge de 41 ans des suites d'un empoisonnement. Il est enterré au cimetière de Grinzing (groupe 24, rangée 6, numéro 9).

## Filmographie
- 1950 : Cordula
- 1952 : Seesterne (de)
- 1954 : Das Licht der Liebe
- 1955 : La Fin d'Hitler
- 1957 : Der König der Bernina (de)
- 1958 : Der schönste Tag (TV)
- 1958 : Ein gewisser Judas (TV)
- 1960 : L'Héritage de Björndal
- 1961 : Familie Leitner (série télévisée, 3 épisodes)
- 1962 : Der Unschuldige (TV)
- 1962 : Mit besten Empfehlungen (TV)
- 1962 : Deutschland - deine Sternchen (de)
- 1962 : Professor Bernhardi (TV)
- 1962 : Der Widerspenstigen Zähmung (TV)
- 1962 : Auf den Spuren von Johann Nestroy: Der Geist Nestroys und die Wiener (TV)
- 1962 : Musik um jeden Preis (TV)
- 1963 : Leutnant Gustl (TV)
- 1963 : Das Paket (TV)
- 1964 : König Cymbelin (TV)
- 1964 : Die Schule der Frauen (TV)
- 1964 : Glück und glas (TV)
- 1964 : Nicht verzagen - Stangl fragen (série télévisée, 1 épisode)
- 1965 : Donaugeschichten (de) (série télévisée, 1 épisode)
- 1966 : Die Ballade von Peckham Rye (TV)
- 1967 : Fiesko, der Salamikramer (TV)